# Entre-Deux
Entre-Deux è un comune francese di 6 263 abitanti situato nel dipartimento d'oltre mare di Réunion.